# Montredon-des-Corbières
Montredon-des-Corbières település Franciaországban, Aude megyében. Lakosainak száma 1477 fő (2022. január 1.). Montredon-des-Corbières Bizanet, Narbonne és Névian községekkel határos.

## Népesség
A település népessége az elmúlt években az alábbi módon változott:
| Lakosok száma | 645  | 729  | 850  | 934  | 1450 | 1463 | 1477 | 1485 | 1482 | 1477 |
|               | 1968 | 1982 | 1990 | 2006 | 2013 | 2015 | 2017 | 2019 | 2020 | 2022 |